# Pride (Film)
Pride ist ein britischer Film aus dem Jahr 2014 von Regisseur Matthew Warchus und beruht auf tatsächlichen Begebenheiten. Der Film feierte seine Premiere bei den Internationalen Filmfestspielen von Cannes 2014 und gewann dort den Queer Palm Award.
Pride erzählt von Lesbians and Gays Support the Miners, einer Gruppe homosexueller Aktivisten, die 1984 für streikende Bergleute Geld sammelten. Der Film startete bundesweit am 30. Oktober 2014 in den deutschen Kinos.

## Handlung
Im von Margaret Thatcher regierten Großbritannien bildet sich im Sommer des Jahres 1984 die ungewöhnliche Allianz zweier Gruppen: Eine Schwulen- und Lesbengruppe aus London beschließt bei der Gay Pride Demo 1984, unter dem Namen „Lesben und Schwule für die Bergarbeiter“ (Lesbians and Gays Support the Miners – LGSM) Spenden für die Familien streikender Bergleute zu sammeln. Nach anfänglichen Absagen aufgrund von Vorurteilen seitens der Gewerkschaft sucht die Gruppe auf eigene Faust einen Ort, den sie unterstützen könnte. Das kleine walisische Bergarbeiterdorf Onllwyn lässt sich auf ein Treffen ein. Die ungewöhnliche Konstellation sorgt für Irritationen auf beiden Seiten. Dank des Engagements einiger Frauen der Bergarbeiter sowie einer furiosen Tanzeinlage des exzentrischen Jonathan scheint das Eis gebrochen. Eine Gegnerin dieses Bündnisses informiert jedoch die Presse, welche die Streikenden ins Lächerliche zieht. Eine Abordnung des Ortes kommt dennoch zum Gegenbesuch nach London, wo die Organisation ein Benefizkonzert mit der Band Bronski Beat organisiert hat. Nach Ende des Streiks kommen die Bergarbeiter 1985 mit mehreren Bussen zum Gay Pride, wo sie die Spitze des Zuges bilden.

## Hintergrund

### Historischer Hintergrund
Der Film geht auf die Lebensgeschichte des LGBT-Aktivisten Mark Ashton sowie auf die Gründung der Kampagne LGSM und deren Wirken zurück. Die Londoner Gruppe von LGSM unterstützte streikende Bergarbeiter in den walisischen Regionen Vale of Neath und Swansea Valley während des britischen Bergarbeiterstreiks von 1984 und 1985 durch das Sammeln von Geldspenden. Das Benefizkonzert Pits and Perverts fand am 10. Dezember 1984 im Electric Ballroom in Camden Town statt. Der schwule Buchladen Gay’s The Word, zugleich Zentrale von LGSM, existiert noch heute und befindet sich in Bloomsbury, London. Weitere im Film auftretende historische Persönlichkeiten sind die walisische Menschenrechtsaktivistin Hefina Headon sowie die walisische Politikerin und Parlamentsabgeordnete Siân James.

### Musik
Christopher Nightingale schrieb die Filmmusik; einzig die Blechbläser-Arrangements stammen von Simon Lenton. Der nicht-orchestrale Teil der Partitur wurde in den Londoner Air Lyndhurst Studios eingespielt. Als Solisten wurden dafür die Musiker von The Tredegar Town Band angeheuert, Laurie Perkins (als Music Assistant auch in die Gesamtleitung der musikalischen Gestaltung involviert) und Ian Porthouse waren als Dirigenten vor Ort. Als Orchester wählte man das Deutsche Filmorchester Babelsberg, dessen Aufnahmen entstanden (erneut unter der Leitung von Laurie Perkins) im Saal der Babelsberger „Scoring Stage“. Für die Gesangspassagen wurde der walisische Chor Fortza (unter der Leitung von Osian Llyr Rowlands) engagiert, die walisischen Übersetzungen lieferte dazu Emyr Davies. Dirigent war Craig Yates. Die Choraufnahmen entstanden in den Acapela Studios der walisischen Hauptstadt Cardiff.
Neben der eigens für den Film geschriebenen Musik existiert ein umfangreicher Soundtrack (im Film eingesetzte, aber nicht zwingend dafür geschriebene Stücke), der auch als Doppel-CD veröffentlicht wurde:
| Titel                             | Sänger/Band                    | Autor(en)                                                                 | Länge |
| --------------------------------- | ------------------------------ | ------------------------------------------------------------------------- | ----- |
| I Want to Break Free              | Queen                          | Queen                                                                     | 4:23  |
| Shame, Shame, Shame               | Shirley & Company              | Sylvia Robinson                                                           | 3:47  |
| Tell Me Why                       | Bronski Beat                   | Steve Bronski, Larry Steinbachek, Jimmy Somerville                        | 4:04  |
| Love & Pride                      | King                           | Paul King, Mick Roberts                                                   | 3:21  |
| Relax                             | Frankie Goes to Hollywood      | Peter Gill, Holly Johnson, Mark O’Toole                                   | 3:57  |
| Tainted Love                      | Soft Cell                      | Edward Cobb                                                               | 2:37  |
| West End Girls                    | Pet Shop Boys                  |                                                                           | 4:01  |
| Karma Chameleon                   | Culture Club                   | Michael Craig, Roy Hay, Jonathan Moss, George O’Dowd, Phil Pickett        | 4:02  |
| Pull Up to the Bumper             | Grace Jones                    |                                                                           | 4:42  |
| You Spin Me Round (Like a Record) | Dead or Alive                  | Peter Jozzepi Burns, Stephen Coy, Michael David Percy, Timothy John Lever | 3:19  |
| Freedom                           | Wham!                          |                                                                           | 5:20  |
| I Second That Emotion             | Smokey Robinson & The Miracles | Alfred Cleveland, William Robinson Jr.                                    | 2:42  |
| Walls Come Tumbling Down          | The Style Council              |                                                                           | 3:23  |
| Temptation                        | Heaven 17                      |                                                                           | 3:26  |
| Love Will Tear Us Apart           | Joy Division                   |                                                                           | 3:21  |
| Pale Shelter                      | Tears for Fears                |                                                                           | 4:27  |
| Making Plans For Nigel            | XTC                            |                                                                           | 4:12  |
| Our Lips Are Sealed               | Fun Boy Three                  |                                                                           | 2:53  |
| There Is Power in a Union         | Billy Bragg                    | Billy Bragg                                                               | 2:49  |
| Solidarity Forever                | Pete Seeger                    | unbekannt (Volkslied)                                                     | 2:51  |
| Across the Great Divide           | Frank Solivan                  | Kate Wolfe                                                                | 3:54  |

| Titel                           | Sänger/Band                   | Autor(en)                               | Länge |
| ------------------------------- | ----------------------------- | --------------------------------------- | ----- |
| Two Tribes                      | Frankie Goes to Hollywood     | Peter Gill, Holly Johnson, Mark O’Toole | 3:24  |
| Blue Monday                     | New Order                     |                                         | 4:04  |
| For a Friend                    | The Communards                | Jimmy Somerville, Richard Coles         | 4:36  |
| All of My Heart                 | ABC                           |                                         | 4:49  |
| Do Ya Wanna Funk                | Sylvester                     |                                         | 3:29  |
| Red Red Wine                    | UB40                          |                                         | 3:00  |
| Genius of Love                  | Tom Tom Club                  |                                         | 3:28  |
| Homosapien                      | Pete Shelley                  | Pete Shelley                            | 4:34  |
| Hard Times                      | The Human League              |                                         | 4:54  |
| I Travel                        | Simple Minds                  |                                         | 4:03  |
| A New England                   | Kirsty MacColl                |                                         | 3:48  |
| Waiting for the Love Boat       | Associates                    |                                         | 4:26  |
| Ghosts                          | Japan                         |                                         | 4:32  |
| Living on the Ceiling           | Blancmange                    |                                         | 4:03  |
| Robert De Niro's Waiting...     | Bananarama                    |                                         | 3:41  |
| Keep On Keepin' On!             | The Redskins                  |                                         | 3:52  |
| Are You Ready to Be Heartbroken | Lloyd Cole and the Commotions |                                         | 3:05  |
| Across the Bridge               |                               | Christopher Nightingale                 | 1:40  |
| Autumn Montage                  |                               | Christopher Nightingale                 | 1:25  |
| Homecoming                      |                               | Christopher Nightingale                 | 2:50  |
| Bread and Roses                 | Bronwen Lewis                 | James A. Oppenheim, Mimi Fariña         | 1:55  |

Weitere im Film verwendete und im Abspann aufgeführte, jedoch nicht auf CD veröffentlichte Lieder waren:
| Titel | Sänger/Band                   | Autor(en)                                             |
| --- | ----------------------------- | ----------------------------------------------------- |
| What a Difference Does it Make | The Smiths                    | Steven Patrick Morrissey, Johnny Marr                 |
| Fingers Eddy | Mickey O’Connor               | Christopher Nightingale                               |
| Bumpy Ol’ Road | Mickey O’Connor               | Christopher Nightingale                               |
| Falling Leaves | instrumental                  | Christopher Nightingale (Musik), Francis Evans (Text) |
| You Can’t Hurry Love | Phil Collins                  | Brian Holland, Edwards Holland Jr., Lamont Dozier     |
| Drink to Me Only With Thine Eyes | Paul Robeson                  |                                                       |
| „Minutenwaltzer“ (Waltzer Nr. 6; Opus 64.1 ‘Valse Des-Dur’ bzw. in der englischen Betitelung der Darbietung Rubinsteins: „Waltz No. 6 Op. 64 No. 1 in D flat major ‘Minute’“) | Arthur Rubinstein (Pianist)   | Frédéric Chopin                                       |
| AIDS – Monolith | Hans Zimmer & Gavin Greenaway | Hans Zimmer                                           |
| Situation | Yazoo                         | Vincent Clarke & Alison Moyet                         |

## Besetzung und Synchronisation
Der Film wurde bei der TaunusFilm Synchron vertont. Harald Wolff schrieb das Dialogbuch und führte die Dialogregie.
| Rolle            | Schauspieler    | Synchronsprecher |
| ---------------- | --------------- | ---------------- |
| Cliff            | Bill Nighy      | Bodo Wolf        |
| Hefina Headon    | Imelda Staunton | Isabella Grothe  |
| Jonathan Blake   | Dominic West    | Johannes Berenz  |
| Dai Donovan      | Paddy Considine | Wolfgang Wagner  |
| Gethin Roberts   | Andrew Scott    | Florian Hoffmann |
| Joe Cooper       | George MacKay   | Konrad Bösherz   |
| Mike Jackson     | Joseph Gilgun   | Leonhard Mahlich |
| Mark Ashton      | Ben Schnetzer   | Raúl Richter     |
| Jeff Cole        | Freddie Fox     | Valentin Stilu   |
| Margaret Donovan | Liz White       | Claudia Gáldy    |
| Steph Chambers   | Faye Marsay     | Anja Stadlober   |
| Zoe              | Jessie Cave     | Nicole Hannak    |
| Siân James       | Jessica Gunning | Anna Grisebach   |
| Martin           | Rhodri Meilir   | Julien Haggége   |
| Tim              | Russell Tovey   | Henning Nöhren   |

## Rezeption

### Rezensionen
Pride wurde überwiegend positiv aufgenommen. „Matthew Warchus, der hier seit dem 15 Jahre zurückliegenden Simpatico mit Jeff Bridges zum ersten Mal wieder für die Leinwand inszeniert, bringt von Crowdpleaser-Bühneninszenierungen […] einen mitreißenden Schwung mit, aber auch sehr viel Feingefühl und eine ansteckende Mischung aus Charme, Warmherzigkeit und Witz. Grandiose Luftaufnahmen des abgeschieden ins Tal geschmiegten Dörfchens mit den gewundenen Straßen und Bächen des Umlandes sorgen für Kinoschauwerte.“ (Anke Sterneborg: epd Film) Weiterhin würde „ein schillerndes Schauspielerensemble große Themen wie Freundschaft, Toleranz und Solidarität in eine Fülle intimer, wahrhaftiger Momente“ (Anke Sterneborg) auflösen. Laut film-dienst spare „die warmherzige Sozialkomödie weder die politischen Aspekte noch die persönlichen Probleme einer Zeit aus, in der Vorurteile und die Angst vor AIDS bis tief in die Familien reichten.“ Die Filmkommission vergibt 4 von 5 möglichen Sternen.
Die Welt-Redakteur Thomas Abeltshauser bezeichnet Pride als „sympathische Komödie“ und lobt die darstellerische Leistung von „Schauspielgrößen wie Bill Nighy, Imelda Staunton und Dominic West sowie zahlreichen neuen Gesichtern.“ Zwar rügt der Focus, dass der Film manchmal etwas pathetisch geraten sei, aber „die britische Kohlenpott-Komödie erzählt wie jeder gute Ensemblefilm viele Geschichten und verliert ihr Thema dennoch nicht aus den Augen: Solidarität. Zusammen kann man etwas erreichen.“

### Auszeichnungen
Cannes Film Festival, 25. Mai 2014
- Directors’ Fortnight – nominiert
- Queer Palm – gewonnen

Flanders International Film Festival Ghent, 27. Oktober 2014
- Publikumspreis „Port of Ghent“ – gewonnen

Leiden International Film Festival, 10. November 2014
- Publikumspreis – gewonnen

British Independent Film Award (BIFA), 7. Dezember 2014
- Bester britischer Independent-Film – gewonnen
- Beste Regie – Matthew Warchus – nominiert
- Bestes Drehbuch – Stephen Beresford – nominiert
- Beste Nebendarstellerin – Imelda Staunton – gewonnen
- Bester Nebendarsteller – Andrew Scott – gewonnen
- Bester Nebendarsteller – Ben Schnetzer – nominiert
- Vielversprechendster Newcomer – Ben Schnetzer – nominiert

Golden Globe Awards, 11. Januar 2015
- Bester Film (Musical oder Komödie) – nominiert

London Film Critics Circle Award, 18. Januar 2015
- Britischer Film des Jahres – nominiert

Dorian Awards, 20. Januar 2014
- LGBTQ-Film des Jahres – gewonnen
- Unbesungener Film des Jahres – gewonnen
- Film des Jahres – nominiert

Artios Awards, 22. Januar 2015
- Spitzenleistung in der Besetzungsauswahl (Filmstudio oder unabhängige Komödie) – Fiona Weir – nominiert

British Academy Film Awards (BAFTA), 8. Februar 2015
- Bester britischer Film – nominiert
- Beste Nebendarstellerin – Imelda Staunton – nominiert
- Herausragendes Debüt eines britischen Autors, Regisseurs oder Produzenten – Stephen Beresford und David Livingstone – gewonnen

GLAAD Media Awards, 21. März 2015
- Herausragender Film – nominiert

Irish Film & Television Awards, 24. Mai 2015
- Bester Nebendarsteller (Film) – Andrew Scott – nominiert

David di Donatello, 12. Juni 2015
- Bester Europäischer Film – nominiert